# Daniel Stolcius von Stolcenberg
Daniel Stolz von Stolzenberg (Kuttenberg, 1600 – 1660) è stato un alchimista, medico, astrologo e scrittore boemo, conosciuto anche col nome latinizzato di Daniel Stolcius von Stolcenberg, di cui «von Stolcenberg» indica la provenienza «da Stolzenberg» nell'alta Lusazia.
Allievo di Michael Maier, è noto per essere l'autore del Viridarium Chymicum, una sorta di «enciclopedia pittorica dell'alchimia del XVII secolo».

## Biografia
Stolcius si formò soprattutto a Praga e Marburgo, come studente dell'alchimista Michael Maier. Ebbe rapporti anche con Sendivogius, mentre nel 1623 in Inghilterra conobbe il filosofo ermetico Robert Fludd, e lo scienziato inventore Cornelius Drebbel.
A Oxford scrisse il Chemischer Lustgärtlein (Giardinetto chimico), in cui deplorava la sventura bellica toccata alla Boemia, sua terra di origine, apponendolo poi come prefazione al suo Viridarium Chymicum, pubblicato nel 1624 da Lucas Jennis a Francoforte. Questo trattato ebbe così tanto successo che ne fu pubblicata una traduzione tedesca subito dopo.
Nel 1632 si recò a Costantinopoli. Nel 1635 incontrò Comenius a Leźno, in Polonia, continuando a spostarsi in varie località, tra cui Danzica, lavorando come medico. Dopo il 1644 scompaiono le tracce su di lui.

## Opere
(Stolcius de Stolcenberg, Viridarym chymicum, 1624)

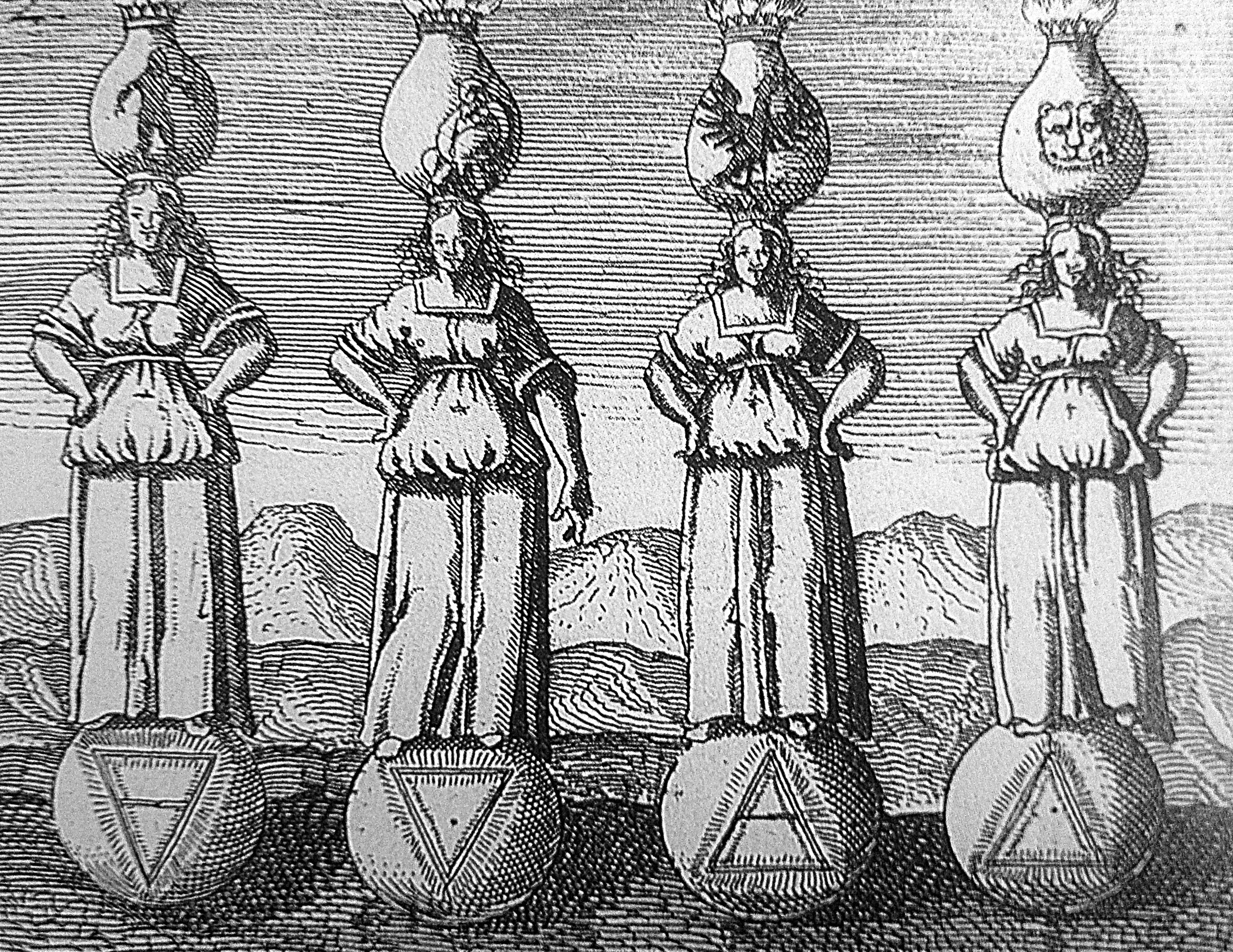
Allegoria delle quattro fasi della trasmutazione dei metalli vili in oro in una delle illustrazioni del Viridarium chymicum

La sua opera più celebre è il Viridarium Chymicum del 1624, un'antologia di emblemi alchemici che comprende 107 incisioni provenienti da testi pubblicati in precedenza da Michael Maier e Johann Daniel Mylius, a cui Stolcius aggiunse delle spiegazioni in forma di epigrammi.
Seguì nel 1627 l'Hortulus Hermeticus (ovvero Il giardino ermetico), costruito secondo lo stesso modello del Chymische Lustgärtlein. Il libro contiene 160 emblemi, ciascuno relativo all'opera di un filosofo o di un alchimista, con commenti in versi latini di Stolcius.